# 더스트포스
《더스트포스》(Dustforce)는 히트박스 팀이 개발한 플랫폼 비디외 게임이다. 이 게임은 스팀을 경유한 마이크로소프트 윈도우용으로 2012년 1월, 또 스팀을 경유한 맥 OS X용으로 2012년 5월 출시되었다. 리눅스 포팅 버전은 험브르 인사이드 번들 6의 일부로서 출시되었다. 캡콤은 이 게임을 플레이스테이션 3, 플레이스테이션 비타, 엑스박스 360.용으로 배급하였다.
게임 내에서 플레이어는 먼지와 오물로 더러워진 세상을 휩쓰는 4명의 수위들 가운데 한 명을 통제한다. 플레이어는 더블 점프, 담 넘기 등의 수많은 곡예술을 사용하여 게임 내 약 50개 레벨을 진행해 나가며 잎으로 덮힌 구획을 청소하고 오물로 덮힌 생명체들을 공격하여 점수를 얻고 레벨을 전진해 나간다. 플레이어의 성과는 시간과 완수 정도에 따라 순위가 매겨지며 특정 레벨로 접근하려면 이전 레벨을 완벽에 가깝게 완수하여야 한다.

## 게임플레이
더스트포스는 게임 완수에 응답 시간이 빠른 액션이 필수적인 슈퍼 미트 보이와 N+와 같은 게임과 견줄만한 플랫폼 게임이다. 배경은 오물로 오염된 세상이며 생명체들은 해당 지역에서 생존하고 있다. 4인조 더스트포스 수위팀의 목표는 엉망진창인 부분을 깨끗이 하고 세상을 원래대로 돌려놓는 것이다. 오버월드는 50개가 넘는 레벨을 제공하지만 그 중 약 절반은 플레이어에게는 처음부터 잠금 상태로 되어 있다.

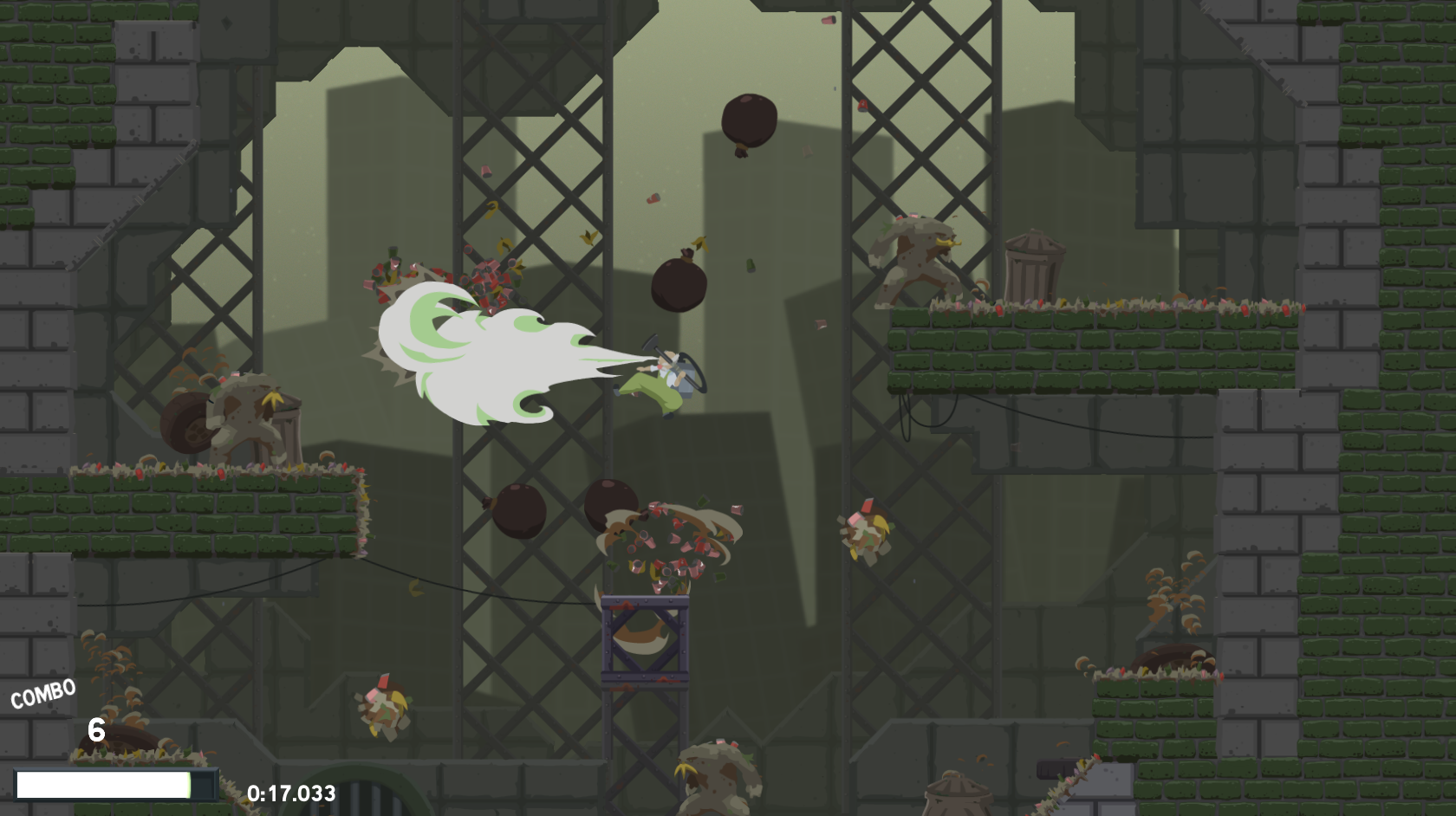
플레이어는 민첩한 청소부를 통제하며 풍경을 가로질러 잎을 쓸어내고 생명체들과 싸우게 된다.

플레이어가 레벨을 선택한 이후 4명의 더스트포스 구성원들 가운데 한 명을 고른다. 이 구성원들은 모두 같은 움직임을 공유하지만 점프 높이 등 통계치가 조금씩 다르다. 레벨 안에서 플레이어는 더블 점프, 담 넘기, 공중 질주, 천장 매달리기 등의 곡예술을 이용하여 자신의 캐릭터를 최종 목표까지 조정하여야 한다. 이런 방식으로 캐릭터는 자동으로 벽이나 바닥의 모든 쓰레기들을 청소해나가게 된다. 또, 플레이어는 오물로 덮여있는 생명체에 대한 정기적인 공격과 슈퍼 어택을 시작하여 이들을 정상으로 돌려놓을 수 있다. 레벨의 최종 목표를 달성하려면 일반적으로 최종 지역에 도달한 다음 그곳에서 기다리는 적들을 무찔러야 한다. 캐릭터가 레벨에서 구덩이와 못과 같은 위험에 진입하여야 플레이어는 이전 체크포인트에서 게임을 이어서 진행할 수 있다.
레벨을 완수하면 플레이어는 능숙도(finesse)와 완수도(completion)에 따라 순위가 매겨진다. 능숙도는 콤보 미터로 결정되며 플레이어가 타격을 입거나 너무 느리게 진전하면 초기화된다. 완수도는 잔해와 청소되는 적의 양에 의해 결정된다. 별도로 평가되는 순위는 문자 등급에 기반을 두며 성과가 개선될수록 D부터 A로 상승하며 퍼펙트 콤보에 이르면 S 등급을 받는다. 능숙도와 완수도에서 S 등급의 레벨을 완수하면 플레이어는 색이 있는 3개의 열쇠 중 하나를 가직조 오버월드의 특정 레벨의 잠금을 해제할 수 있다.

## 개발
디자이너 우들리 나이(Woodley Nye)는 잎더미를 청소하던 어느 날 아이디어를 떠올렸다. 팀은 당시 다른 게임을 작업하고 있었으나 인디펍 콘테스트에 관한 이야기를 들었을 때 더스트포스로 전환하였다. 게임을 디자인할 때 나이는 곡예 2D 플랫폼 게임을 개발하길 바랐다. 그는 N과 니쿠진이라는 게임이 프로젝트에 영향을 주었다고 언급했다. 히트박스는 또 대난투 스매시브라더스 DX라는 게임이 숙련 플레이어를 위한 심도있는 레벨을 유지하면서 쉬운 플레이 접근을 인용하는데 도움을 주었다고 언급하였다.

## 평가
더스트포스는 특히 쉽지 않은 게임플레이, 온라인 리더보드 기능, 그래픽스, 사운드트랙 면에서 비평가들로부터 전반적으로 긍정적인 평가를 받았다. 아르스 테크니카의 카일 올랜드는 자신이 완수하지 못한 레벨을 마주쳤음에도 게임 난이도에 만족했으며 더스트포스가 자신을 만족할만한 콘텐츠가 아니더라도 분명 플레이할 가치가 있는 게임으로 간주하였다.